# Vicariat apostòlic de les Illes de Saint-Pierre et Miquelon
El vicariat apostòlic de les Illes de  (francès: Vicariat apostolique de Saint-Pierre et Miquelon, llatí: Vicariatus Apostolicus Insularum Sancti Petri et Miquelonensis) era una seu de l'Església Catòlica a França, immediatament subjecta a la Santa Seu. Al 2014 tenia 5.900 batejats sobre una població de 6.185 habitants.

## Territori
La diòcesi comprenia les illes de Saint-Pierre i Miquelon, possessions franceses situades davant de la costa canadenca. La seu del vicariat era la ciutat de Saint-Pierre, on es trobava la catedral de Sant Pere. El territori s'estén sobre 245 km², i està dividit en dues parròquies: San Pietro e Notre Dame des Ardilliers.

## Història
La prefectura apostòlica de les Illes de Saint Pierre i de Miquelon va ser erigit el 1763, i va obtenir el seu territori de l'diòcesi de Quebec. El 16 de novembre de 1970, la prefectura apostòlica va ser elevada a vicariat apostòlic amb la butlla Catholicae Ecclesiae del Papa Pau VI. L'1 de març de 2018, el vicariat apostòlic va ser suprimit i fusionat amb la diòcesi de La Rochelle.

## Cronologia episcopal
- Girard, C.S.Sp. † (22 de gener de 1766 - 1767)
- Julien-François Becquet, C.S.Sp. † (28 d'abril de 1767 - 1775 renuncià)
- Jean de Longueville † (1788 - 1793 renuncià)
- James Louis O'Donel, O.F.M.Obs. † (22 de gener de 1796 - 1 de gener de 1807 renuncià)
- Olivier † (1816 - 7 de setembre de 1842 renuncià)
- Amator Charlot, C.S.Sp. † (1842 - 1853)
- Jean-Marie Le Helloco, C.S.Sp. † (22 de juny de 1853 - 1866 renuncià)
- Letournoux † (13 de desembre de 1866 - 1892 renuncià)
- Tibéri † (1892 - 1899)
- Christophe-Louis Légasse † (14 de novembre de 1899 - 6 de desembre de 1915 nomenat bisbe d'Orano)
- Giuseppe Oster, C.S.Sp. † (1916 - 1922 mort)
- Charles Joseph Heitz, C.S.Sp. † (9 de novembre de 1922 - 1933 renuncià)
- Alfonso Poisson, C.S.Sp. † (1933 - 1945 mort)
- Raimondo Enrico Martín, C.S.Sp. † (23 de novembre de 1945 - 1966)
- François Joseph Maurer, C.S.Sp. † (17 de maig de 1966 - 17 de febrer de 2000 jubilat)
- Lucien Prosper Ernest Fischer, C.S.Sp. (17 de febrer de 2000 - 19 de juny de 2009 jubilat)
- Pierre-Marie François Auguste Gaschy, C.S.Sp. (19 de juny de 2009 - 1 de març de 2018 jubilat)

## Estadístiques
A finals del 2014, la diòcesi tenia 5.900 batejats sobre una població de 6.185 persones, equivalent al 95,4% del total.
| any  | població | població | població | sacerdots | sacerdots       | sacerdots       | sacerdots             | diaques | religiosos | religiosos | parròquies |
| ---- | -------- | -------- | -------- | --------- | --------------- | --------------- | --------------------- | ------- | ---------- | ---------- | ---------- |
| any  | batejats | total    | %        | total     | clergat secular | clergat regular | batejats por sacerdot | diaques | homes      | dones      |            |
| 1963 | 5.228    | 5.248    | 99,6     | 6         |                 | 6               | 871                   |         | 18         |            | 3          |
| 1967 | 5.260    | 5.285    | 99,5     | 8         | 3               | 5               | 657                   |         | 5          | 17         | 2          |
| 1976 | 5.860    | 5.910    | 99,2     | 6         | 1               | 5               | 976                   |         | 6          | 15         | 3          |
| 1980 | 6.250    | 6.332    | 98,7     | 4         |                 | 4               | 1.562                 |         | 4          | 14         | 3          |
| 1990 | 6.155    | 6.200    | 99,3     | 4         | 1               | 3               | 1.538                 |         | 3          | 10         | 3          |
| 1997 | 6.215    | 6.255    | 99,4     | 2         |                 | 2               | 3.107                 |         | 2          | 7          | 3          |
| 2000 | 6.310    | 6.316    | 99,9     | 2         |                 | 2               | 3.155                 |         | 2          | 7          | 2          |
| 2001 | 6.312    | 6.326    | 99,8     | 2         |                 | 2               | 3.156                 |         | 2          | 7          | 2          |
| 2002 | 6.309    | 6.321    | 99,8     | 2         |                 | 2               | 3.154                 |         | 2          | 7          | 2          |
| 2003 | 6.314    | 6.330    | 99,7     | 2         |                 | 2               | 3.157                 |         | 2          | 7          | 2          |
| 2004 | 6.300    | 6.325    | 99,6     | 2         |                 | 2               | 3.150                 |         | 2          | 6          | 2          |
| 2010 | 5.989    | 6.020    | 99,5     | 2         |                 | 2               | 2.994                 |         | 2          | 7          | 2          |
| 2014 | 5.900    | 6.185    | 95,4     | 2         |                 | 2               | 2.950                 |         | 2          | 6          | 2          |